# 吉勒姆 (伊利諾伊州)
吉勒姆（英語：Gillum）是位於美國伊利諾伊州麥克萊恩縣的一個非建制地區。該地的面積和人口皆未知。

## 地理
吉勒姆的座標為40°24′28″N 88°53′58″W / 40.40778°N 88.89944°W，而該地的平均海拔高度為254米（即833英尺）。